# Driesveld
Driesveld is een voormalige plantage aan de Tapoeripakreek in de kolonie Suriname.
De plantage was gelegen in het (huidige) district Commewijne. De Tapoeripakreek ligt in het verlengde van de Matapicakreek en is verlengd door een kanaal. 
Driesveld had doorgaans zo'n 300 Surinaamse akkers in gebruik, ongeveer 129 hectare. Er werd koffie en katoen verbouwd.
Plantage-eigenaren waren onder meer Bernard Texier (einde 18e eeuw) en het Fonds van F. Whaley en J. Hudig (begin 19e eeuw). 
Bij de afschaffing van de slavernij in Suriname in 1863 was plantage Driesveld niet meer in bedrijf.

## Stripboek, gastcolleges
In 2010 verscheen het eerste Nederlandstalige stripboek over slavernij getiteld "Jacquelina. Slavin van Plantage Driesveld", gebaseerd op een waargebeurde geschiedenis van een meisje dat begin 19e eeuw opgroeide op Driesveld. Het is geschreven door Aspha Bijnaar, Ineke Mok en Dineke Stam met illustraties van Kae Solo.
In 2024 trok het verhaal opnieuw veel bekijks met de theatervoorstelling "Jaquelina". Deze maakte onderdeel uit van een serie gastcolleges voor het basisonderwijs getiteld Hedendaags Burgerschap, Slavernij en Jij.